# سازگاری رایانه

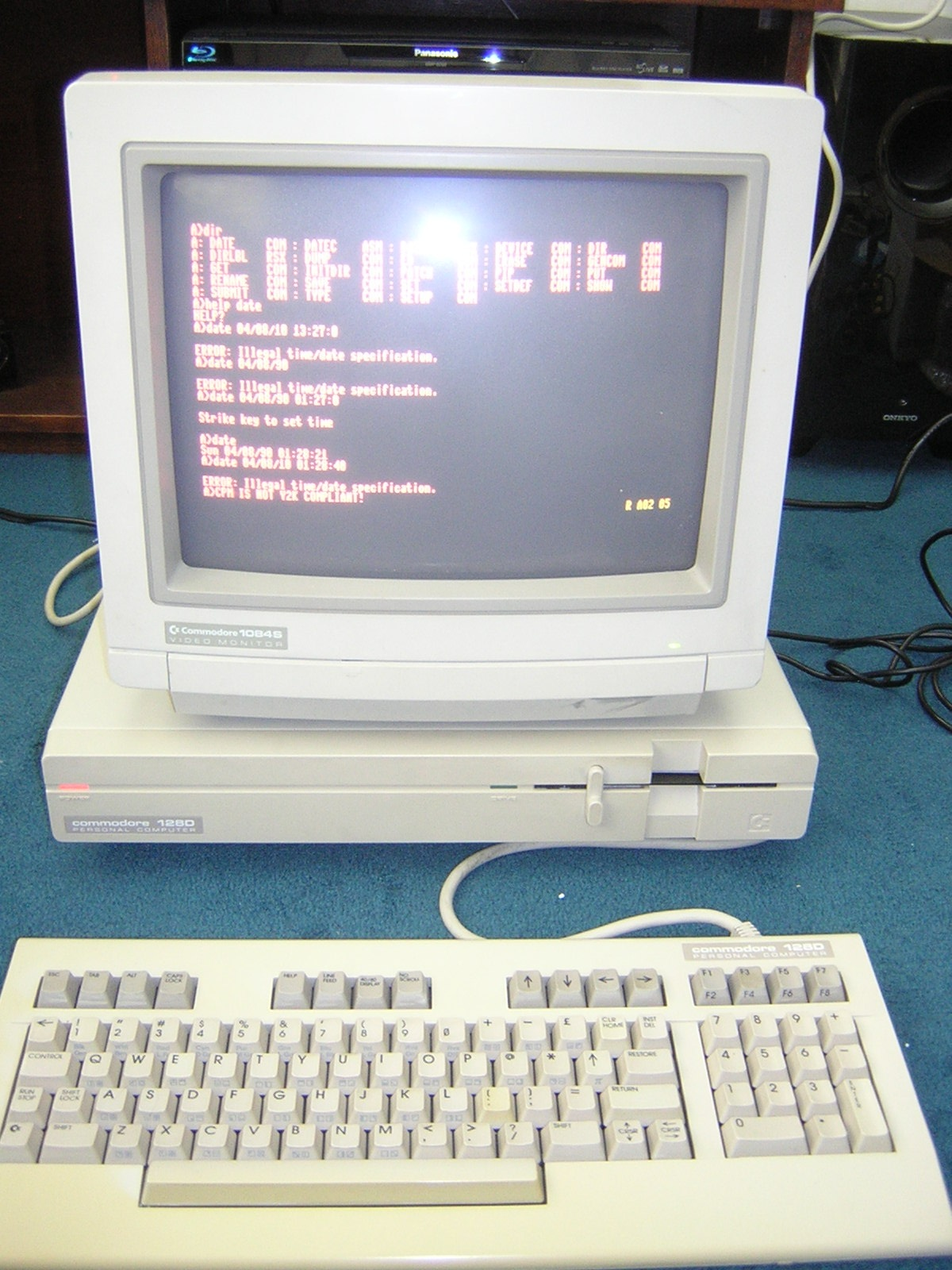
کامپیوتر اولیه

یک نوع از خانواده‌هایی از مدل کامپیوترهای سازگار است اگر نرم‌افزار خاصای که بر روی یکی از مدل‌ها اجرا می‌شود نیز می‌تواند بر روی تمام مدل‌های دیگر خانواده اجرا شود. مدل‌های کامپیوتر ممکن است در عملکرد، قابلیت اطمینان یا برخی ویژگی‌ها با یکدیگر دیگر متفاوت باشند، (یعنی ویژگی‌های برخی از برخی دیگر بهتر باشد مثل RAM که هر چه بیشتر باشد عملکرد بهتر و سریع تری دارد به عنوان مثال Ram 8 از 6 Ram بهتر است). این تفاوت‌ها ممکن است بر نتیجه اجرای نرم‌افزار تأثیر بگذارد.

## سازگاری با نرم‌افزار
سازگاری با نرم‌افزار می‌تواند به سازگاری که یک نرم‌افزار خاص در یک معماری CPU خاص مانند Intel یا PowerPC انجام داده‌است اشاره کند. سازگاری با نرم‌افزار همچنین می‌تواند به توانایی نرم‌افزار برای اجرای یک سیستم عامل خاص اشاره کند. به ندرت یک نرم‌افزار کامپایل شده سازگار با چندین CPU مختلف معماری است. معمولاً، یک نرم‌افزار برای معماری‌های مختلف CPU و سیستم عامل‌ها ساخته شده‌است تا بتواند با سیستم‌های مختلف سازگار باشد. از سوی دیگر، نرم‌افزار ترجمه شده می‌تواند معمولاً در بسیاری از معماری‌های CPU و سیستم عامل‌های مختلف اجرا شود، اگر مترجم برای معماری یا سیستم عامل در دسترس باشد. ناسازگاری نرم‌افزار ممکن است چندین بار برای نرم‌افزار جدید منتشر شده برای یک نسخه جدیدتر از یک سیستم عامل انجام می‌شود که ناسازگار با نسخه‌های قدیمی تر سیستم عامل نیست، زیرا ممکن است برخی از ویژگی‌ها و قابلیت‌هایی که نرم‌افزار به آن وابسته است از دست برود.

## سازگاری سخت‌افزار
سازگاری‌های سخت‌افزار می‌تواند به سازگاری‌های اجزای سخت‌افزار کامپیوتر با یک معماری پردازنده خاص، اتوبوس، مادربرد یا سیستم عامل اشاره کند. سخت‌افزار که سازگار است ممکن است همیشه در بالاترین میزان عملکرد اعلام شده آن قرار نگیرد اما با این حال می‌تواند با اجزای قدیمی کار کند (یعنی نتواند به اندازه ای که باید، کارایی از خود نشان دهد). یک نمونه از سازگاری سخت‌افزار چیپ‌های RAM است که بعضی از آنها می‌توانند با نرخ پایین‌تر (و گاهی اوقات بالاتر) از نرخ رایانه اجرا شوند. سخت‌افزار که برای یک سیستم عامل طراحی شده‌است ممکن است برای دیگری کار نکند (کار مورد نظر را انجام ندهد)، در صورتی که درایور دستگاه‌ها یا هسته‌ها در دسترس نیست. برای مثال، بسیاری از سخت‌افزارها برای سیستم عامل مک ایکس سخت‌افزار اختصاصی به حساب می‌آیند که همراه درایورهای موجود برای استفاده در سیستم عامل‌های مانند لینوکس قابل استفاده نیستند.